# لشکر ۷۵ پیاده (کره جنوبی)
لشکر ۷۵ پیاده کره جنوبی (انگلیسی: 75th Infantry Division) لشکر پیاده‌نظام نیروی زمینی جمهوری کره است، که در سال ۱۹۸۳ تأسیس شد.
لشکر ۷۵ پیاده یک تشکیلات نظامی از نیروهای ذخیره جمهوری کره است. این لشکر تابع فرماندهی نیروی بسیج کره جنوبی است و ستاد فرماندهی آن در شهر نامیانگجو، استان گیونگی قرار دارد. در زمان صلح، آنها مسئول آموزش جذب نیرو و فعال به عنوان یک واحد نظامی خط دوم هستند.